# Alta tensione (album)
Alta tensione è un album di Enzo Avitabile, pubblicato nel 1988.

## Tracce
1. Punta il naso a nord – 4:26
2. Solo – 5:04
3. Ribell – 4:44
4. Aliseo – 4:55
5. Anyway – 4:55
6. Alta tensione – 4:36
7. Wanted – 4:08
8. Hey no bang – 4:00
9. Resta Bob – 4:37